# Adclarkia dawsonensis
Adclarkia dawsonensis este o specie de melc de pământ, o moluscă gastropodă terestră pulmonată⁠(d) din familia Camaenidae⁠(d). Adclarkia dawsonensis a fost prima specie descrisă în cadrul genului Adclarcia⁠(d) și poate fi întâlnită în districtul Taroom⁠(d) din Queensland, Australia.
Denumire specifică dawsonensis este atribuită pentru valea Râului Dawson unde se găsește melcul. Specia a fost descoperită de John Stanisic, un om de știință la Muzeul Queensland, și a fost descrisă în 1996.

## Răspândire
În prezent există două locuri cunoscute unde specia poate fi găsită, ambele în zona Taroom⁠(d).
Primul este situat în trei mlaștini la stația Mt Rose, cu o populație estimată peste 350 de indivizi, răspândită pe o suprafață de aproximativ 0,75 ha. Înainte ca terenul din jur să fie curățat pentru agricultură, aceste trei locuri făceau probabil parte din aceeași populație.
Al doilea este situat în zonele riverane ale Râului Dawson într-o rezervație la aproximativ la jumătatea distanței dintre orașele din Taroom⁠(d) și Theodore⁠(d), cu o populație estimată sub 500 de exemplare, răspândită pe o suprafață de aproximativ 44,5 ha.
Se crede că specia era cândva foarte răspândită, dar arealul său a fost mult redus prin distrugerea habitatului său preferat.
O dată cu revenirea propunerii de a construi Barajul Nathan, una dintre preocupările de mediu a fost că melcii de la stația Mt Rose vor fi inundați de apa acumulată. În 2009, a fost înființat un proiect pilot pentru a vedea dacă aceste populații ar putea fi relocate cu succes în alte habitate adecvate. Cu toate acestea, SunWater a susținut că studii suplimentare au demonstrat că există populații de 18.000 de melci în alte locuri, neidentificate, în afara zonei de inundație, reducând astfel îngrijorarea cu privire la riscul prezentat de barajul pentru melci ca specie, permițând reluarea planificării barajului. Cu toate acestea, în august 2015, Guvernul Queensland încă enumera melcul ca „pe cale de dispariție în Queensland”, cu doar două grupuri de populație.

## Descriere
Cochilia relativ subțire și semi-transparent este de formă elicoidală, de culoare maro deschis până la galben-verzui, ocazional cu o bandă subsuturală îngustă, și o pată mică roșie circumumbilical. Cochilia are de la 5 1/8 la 5 5/8 vârtejuri cu ultimul vârtej ușor descendent. Apexul și spira sunt ușor elevate. Apertura este subcirculară. Marginea aperturală este albă și slab reflectată. Ombilicul este mic, de 2.34–3.24 mm (cu media 2,63 mm) și parțial acoperit de marginea columelară dilatată. Lățimea cochiliei este de 21,68–25,74 mm (cu media 23,82 mm). Înălțimea cochiliei este de 14,58–16,62 mm (cu media 15,80 mm).
Suprafața cochiliei pare netedă, dar prezintă o serie de șanțuri microscopice care poartă o scară fină alungită la exemplarele proaspete.
Indivizii prezintă variații de culoare în cadrul speciei, de la maro deschis până la alb, cu cantități diferite de gri pe gât, părțile laterale ale piciorului și deasupra cozii. Prin cochilie sunt vizibile pete negre neregulate distincte pe partea superioară a plămânului.